# Buphtalmie
 Mise en garde médicale
La buphtalmie est un symptôme ophtalmologique caractérisé par une augmentation du volume oculaire, avec proéminence de la cornée, ne devant pas être confondue avec l’hydrophtalmie.
Retrouvée chez l'enfant, elle s'associe traditionnellement au glaucome congénital ainsi qu'au rétinoblastome.

## Symptômes
L’humeur aqueuse, contenue dans la chambre antérieure de l’œil s’infiltre dans la cornée et provoque un œdème.
Les sensations visuelles sont pénibles, et de plus en plus douloureuse au fur et à mesure de l'évolution de la maladie, qui s'accompagnent d’un larmoiement.

## Conséquence
En raison du risque de lésion pour le nerf optique, les soins s'imposent dès la détection de la maladie.